# Mapania pycnostachya
Mapania pycnostachya är en halvgräsart som först beskrevs av George Bentham, och fick sitt nu gällande namn av Tetsuo Michael Koyama. Mapania pycnostachya ingår i släktet Mapania och familjen halvgräs. Inga underarter finns listade i Catalogue of Life.